# Jetafe
Jetafe, chiamata anche Getafe, è una municipalità di quinta classe delle Filippine, situata nella Provincia di Bohol, nella Regione del Visayas Centrale.
Jetafe è formata da 24 baranggay:
- Alumar
- Banacon
- Buyog
- Cabasakan
- Campao Occidental
- Campao Oriental
- Cangmundo
- Carlos P. Garcia
- Corte Baud
- Handumon
- Jagoliao
- Jandayan Norte

- Jandayan Sur
- Mahanay (Mahanay Island)
- Nasingin
- Pandanon
- Poblacion
- Saguise
- Salog
- San Jose
- Santo Niño
- Taytay
- Tugas
- Tulang